# ماژول تغییر فاز

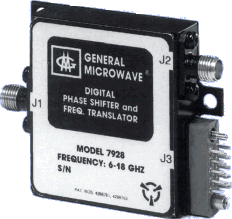
یک تغییردهنده فاز ماکروویو (۶ تا ۱۶ گیگاهرتز) و مترجم فرکانس

ماژول تغییر فاز (به انگلیسی: Phase shift module) یک ماژول شبکه مایکروویو است که تغییر فاز قابل کنترل سیگنال فرکانس رادیویی را فراهم می‌کند. از تغییردهنده‌های فاز در آرایه‌های فازی استفاده می‌شود.

## طبقه‌بندی

### فعال در مقابل غیرفعال
- فعال
  - کاربردها: آرایه اسکن الکترونیکی شده فعال (AESA)، آرایه اسکن الکترونیکی شده غیرفعال (PESA)
  - بهره: تغییر دهنده فاز هنگام تغییر فاز تقویت می‌شود
  - شکل نویز (NF)
  - دوسویگی: دوسویه نیست

- غیرفعال (Passive)
  - کاربردها: آرایه اسکن الکترونیکی شده فعال (AESA)، آرایه اسکن الکترونیکی شده غیرفعال (PESA)
  - افت: تغییر دهنده فاز هنگام تغییر فاز تضعیف می‌شود
  - NF: NF=افت
  - دوسویگی: دوسویه

### آنالوگ در مقابل دیجیتال
تغییردهنده فاز آنالوگ یک تغییر فاز یا تأخیر زمانی متغیر پیوسته را ایجاد می‌کند.
تغییردهنده فاز دیجیتال یک مجموعه گسسته از تغییر فاز یا تاخیرهای زمانی را ایجاد می‌کند. گسسته‌سازی منجر به خطاهای کوانتیزه می‌شود. تغییر دهنده‌های فاز دیجیتال به کنترل گذرگاه موازی نیاز دارند.